# 廣州市第十七中學
廣州市第十七中學是廣州一所省一級公辦完全中學，創建於1929年，由大中、嘉應中學兩校合併而成，現位於中国广东省广州市越秀區小北路280號。

## 校史

### 成立初期
學校在1929年由私立大中中學和嘉應中學合併而成，剛成立時由於校舍分散，且資金短缺導致辦學設備缺乏。但由於學校學費低，入學讀書人數較多。而校區就在1932年时，在蟹崗的濂泉边（现为小北路附近的东濠涌）设立，直到1936年才完全建成。当时租下的原来的仰忠街与聚賢坊的校址就取消了，仅保留榨粉街校区给初一的新生就读。当时學校进入穩定發展的時期。在1934——1937年期間，學生人數升至1300至1500人，是当时廣州市三大私立學校之一。

#### 嘉应中学简介
嘉應中學是嘉應的五縣（梅縣、興寧、五華、蕉嶺、平遠）当时在廣州的著名人士——陳伯威、李伯鳴、曾魯、劉偉崧、劉飛航等人在1948年开办的一間學校，在今小北路的朱紫寮嘉應山莊（现在是越秀公园内的一間酒樓）。而这间学校在1953年7月就与私立大中中學合并了。

### 抗日戰爭時期
1931至1935年，当时學生就大力开办讀書會，并积极閱讀進步書刊，傳播中國共產黨的抗日救亡主張；甚至在一二九运动之前，廣州境内有黨的地下週邊組織中國共產主義青年同盟活動吸引了一大批私立大中中學的盟員前来參加。就在1935年12月31日，大中中學有好多學生參加了中山大學學生发起的抗日救亡示威大遊行及紀念沙基慘案的遊行。
在抗日战争时期，由於學校分佈得比較散，加上校址不断变更，在1937年7月9號被日军轰炸时，當局要求各大中學搬出廣州以躲避日军，而私立大中中學在南海縣（现为佛山市南海区）九江镇内创办分校。当时由于在廣州小北的大中中學是一个荒野之地，所以就繼續開課，但由于日军疯狂破坏，時開時停，导致有学生前往大中中學九江分校内上課避難。到了1938年8月，大中中學在香港新界粉嶺境内设立校址来开辦“香港大中中學”，开设初中与高中。而學生除了一部分老生之外，还招收了一批由廣州轉到香港的學生。1938年10月21日，由于日军攻陷广州，廣州和九江两地的私立大中中學全部停辦，导致有部分校董都不断涌入香港大中中學内；甚至在1939年2月时，还在香港岛般含道和九龍城侯王道内设立校址，而粉嶺大中中學就搬到市區。直到1939年7月就停辦了般含道校区，將學生統—集中到九龍城侯王道校区上課，同時还在九龍城太子道修建了學生宿舍，为香港讀書的學生通过住宿。甚至連太子道的校舍都搞了一間小學。
1940年夏，在台山及开平—带的私立大中中学学生，由于抗战导致他们未能完成学业，要求在当地设立分校，以解决就地就读问题。当时就在开平设立了“赤坎大中中学”，甚至将开平赤坎土埠的东南大戏院及其附近的一家餐馆用于设立校址。香港大中中学还派了校长来赤坎处理校务，后来日军入侵香港之后才将香港大中中学予以停办。而开平那边的赤坎大中中学虽然差不多沦陷，但他们还在继续上课。在1942年3月3日日军杀到开平赤坎之后，赤坎大中中学就搬到阳春县（现为阳江市阳春市）河朗墟。由于当地的封建恶势力在这里经常捣乱，学校只设立了一个星期就停办了。而私立大中中学从此就结束了它的几次学校搬走来继续教学的历史任务。各地大中中学的分校在1947年全部回到广州的蟹岗道复办。

### 新中國成立後
- 1953年7月至10月间，大中中学与嘉应中学有关方面各自声称要联合办学，才将其合并并更名为“大中嘉应联合中学”。而学校就用了嘉应的财政势力在蟹岗道及锦华坊那边买下了三幢大楼来作为教工宿舍与女生宿舍。
- 1953年10月14日，大中嘉应联合中学就改成公立学校，并更名为“广州市第十七中学”。在学校改成公办之后就涌现出一大批名人。
- 1966年至1976年（文革时期），为避免破四旧风气影响，十七中大部分的师生就跟住学校，而行过一段艰难的蹉跎岁月。当时，十七中还出了几批改革开放勇士出来。文革结束后，十七中的历史就翻开了新的一页，而十七中的广大师生的革命精神就不断被传扬。
- 1980年至1984年，十七中进行了一次大整顿。
- 1984年，十七中校训首次对外发布。由于当时学校不断推行教育改革才出现了一批新的成绩，因此学校多次被上级领导部门通报表扬。
- 2000年，十七中被评为“广州市一级学校”。
- 2021年9月，位于越秀区六榕街道迎寿里社区西华路新桥街1号的广州市第八十二中学整体并入广州市第十七中学[1]。